# Базуани
Базуани (осет. Базуат, Базоан, груз. ბაზუანი — Базуани) — село в Закавказье, расположено в Ленингорском районе Южной Осетии, фактически контролирующей село; согласно юрисдикции Грузии — в Ахалгорском муниципалитете.

## География
Село находится на реке Ксани (Чисандон) к западу от села Икот и к северо-западу от райцентра Ленингор.

## Население
Село населено этническими грузинами. По данным 1959 года в селе жило 68 жителей, в основном грузины.  Согласно переписи населения Грузии 2002 года (проведённой в период грузинского контроля Ахалгорского района — восточной части Ленингорского района) в селе жило 108 человек, 96 % из которых составляли грузины.

## История
В период южноосетинского конфликта в 1992—2008 гг. село входило в состав восточной части Ленингорского района РЮО (Ахалгорского района Грузии), находившейся в зоне контроля Грузии. После войны в августе 2008 года село, вместе с остальной восточной частью Ахалгорского района, перешло под контроль властей РЮО.

## Топографические карты
- Лист карты K-38-65 Ленингори. Масштаб: 1 : 100 000. Издание 1979 г.